# Джон Кармон Бріггс
Джон Кармон Бріггс (англ. John Carmon Briggs; нар. 9 квітня 1920) — американський іхтіолог, еволюційний біолог. Автор описання нових видів риб.

## Біографія
Народився у 1920 році в місті Портленд, штат Орегон. У 1952 році здобув ступінь доктора філософії у Стенфордському університеті.

### Кар'єра
У 1950—1951 роках працював штатним біологом Каліфорнійського Департаменту риби та дикої природи. У 1952—1954 роках — науковий співробітник Національного історичного музею Стенфордський університет (Каліфорнія). Далі працює доцентом біології університету Флориди у 1954—1958 роках, а наступних три роки доцентом зоології Університету Британської Колумбії (Ванкувер, Канада). У 1961—1964 роках — науковий співробітник Інституту морських наук Техаського університету. У 1964—1990 роках професор морських наук (з 1992 року професор-емерит) університету Південної Флориди. З 1991 року — науковий співробітник Музею природознавства штату Джорджія.